# Asobo Studio
Asobo Studio SAS es una empresa desarrolladora de videojuegos francesa, fundada y con sede en Burdeos en 2002. El nombre del estudio procede de la palabra "asobō" (遊ぼう) en japonés, la cual significa "vamos a jugar". El estudio es conocido principalmente por desarrollar adaptaciones de diferentes películas de Pixar, A Plague Tale: Innocence y las versiones de 2020 y 2024 de Microsoft Flight Simulator.
En el desarrollo de sus títulos, utilizan su propio motor gráfico, llamado Zouna, el cual fue desarrollado en la década de los 90 por sus empleados, que trabajaban previamente en Kalisto Entertainment.

## Historia
En 2002, un grupo de 12 desarrolladores de videojuegos compraron los derechos del juego multijugador Super Farm, para la plataforma PlayStation 2, y fundaron Asobo Studio. Su primer juego se publicó en 2003, siendo distribuido por la empresa Ignition Entertainment. A lo largo de los siguientes años, el estudio desarrolló varios juegos para diferentes plataformas hasta que la distribuidora THQ los escogió para crear una adaptación de la película de Pixar Ratatouille. Asobo empezó a crecer rápidamente, incrementando aproximadamente en un 20% sus empleados en un año, teniendo que dividir en dos sus líneas de producción. Asobo fue seleccionado para desarrollar la adaptación al videojuego de las películas de Pixar, WALL-E y Up.
En la Games Convention de 2008, la distribuidora Codemasters anunció Fuel, un juego de carreras desarrollado por Asobo Studio. Fuel fue lanzado en 2009 para las plataformas Xbox 360, PlayStation 3 y PC. El estudio trabajó en el juego Kinect Rush: A Disney-Pixar Adventure para Xbox 360 y su controlador Kinect entre 2010 y 2012. Este juego es capaz de escanear al jugador, permitiéndole crear un  avatar propio de Pixar semejante a él. Incluye personajes de Ratatouille, Los increíbles, Cars, Up y Toy Story, El juego fue distribuido por Microsoft y Disney Interactive Studios en marzo de 2012.
En 2014, Asobo se asoció con Ubisoft para el lanzamiento del paquete Family Fun del juego Monopoly para PlayStation 3, PlayStation 4, Xbox 360 y Xbox One, el cual incluía las expansiones Monopoly plus, My Monopoly y Monopoly Deal, así como The Crew para Xbox 360. En 2016, se asoció con Microsoft en el lanzamiento de dos juegos para las gafas de realidad aumentada Microsoft HoloLens, Fragments y Young Conker. Ambos juegos están disponibles en una Edición de Desarrollo, publicada el 30 de marzo de 2016. Asobo Studio fue la primera empresa desarrolladora de juegos independiente en el Holographic Entertainment y ganó el premio a Creador de Videojuegos Francés 2016 de los premios de Syntec Numérique EY y SNJV.[cita requerida] En 2017, el estudio anunció A Plague Tale: Innocence, un juego de aventuras, el cual se publicó para PC y consolas en 2019 y fue distribuido por Focus Home Interactive. También trabajaron con Engine Software para desarrollar Monopoly for Nintendo Switch, que se publicó más tarde en ese año. Su último lanzamiento fue Microsoft Flight Simulator, distribuido el 18 de agosto de 2020 para Microsoft Windows.
En 2021, Asobo Studio abrió su capital en el fondo de inversiones Sagard NewGen. Sagard invierte 20 millones de euros en, aproximadamente, el 30% del capital de Asobo.
En marzo de 2021, Microsoft Flight Simulator ganó el premio a Juego Francés del año por Pègase. Este es el segundo año consecutivo en el que el estudio ha sido premiado, tras A Plague Tale: Innocence en 2020.La secuela de A Plague Tale: Innocence, titulada A Plague Tale: Requiem, salió a la venta el 18 de octubre de 2022.La edición de 2024 de Microsoft Flight Simulator tiene previsto su lanzamiento para el 19 de noviembre de 2024.

## Juegos desarrollados
| Año  | Título                                 | Distribuidor               | Plataforma                                                                                  |
| ---- | -------------------------------------- | -------------------------- | ------------------------------------------------------------------------------------------- |
| 2003 | Super Farm                             | Ignition Entertainment     | PlayStation 2                                                                               |
| 2004 | Sitting Ducks                          | LSP                        | PlayStation 2, Windows                                                                      |
| 2004 | The Mummy: The Animated Series         | HIP Interactive            | PlayStation 2, Windows                                                                      |
| 2005 | Nemesis Strike                         | HIP Interactive            | PlayStation 2, Windows, Xbox                                                                |
| 2006 | Garfield: A Tail of Two Kitties        | Game Factory               | PlayStation 2, Windows                                                                      |
| 2007 | Ratatouille                            | THQ                        | PlayStation 2, Windows, Xbox, macOS, GameCube, Wii                                          |
| 2008 | WALL-E                                 | THQ                        | PlayStation 2, Windows, macOS, PSP                                                          |
| 2009 | Fuel                                   | Codemasters                | Windows, Xbox 360, PlayStation 3                                                            |
| 2009 | Up                                     | THQ                        | PlayStation 2, Windows, macOS, PSP                                                          |
| 2010 | Racket Sports Party                    | Ubisoft                    | Wii                                                                                         |
| 2010 | Toy Story 3                            | Disney Interactive Studios | PlayStation 2, PSP                                                                          |
| 2010 | Racket Sports                          | Ubisoft                    | PlayStation 3                                                                               |
| 2012 | Kinect Rush: A Disney-Pixar Adventure  | Microsoft Studios          | Windows, Xbox 360, Xbox One                                                                 |
| 2014 | The Crew                               | Ubisoft                    | Xbox 360                                                                                    |
| 2014 | Monopoly Plus                          | Ubisoft                    | Windows, Xbox 360, PlayStation 3, PlayStation 4, Xbox One, Nintendo Switch, Xbox Series X/S |
| 2016 | Fragments - HoloLens                   | Microsoft Studios          | Windows                                                                                     |
| 2016 | Young Conker - HoloLens                | Microsoft Studios          | Wndows                                                                                      |
| 2016 | ReCore                                 | Microsoft Studios          | Windows, Xbox One                                                                           |
| 2017 | Disneyland Adventures                  | Microsoft Studios          | Windows, Xbox One                                                                           |
| 2017 | Zoo Tycoon: Ultimate Animal Collection | Microsoft Studios          | Windows, Xbox One                                                                           |
| 2018 | The Crew 2                             | Ubisoft                    | Windows, PlayStation 4, Xbox One                                                            |
| 2019 | A Plague Tale: Innocence               | Focus Home Interactive     | Windows, PlayStation 4, Xbox One, Nintendo Switch, PlayStation 5, Xbox Series X/S           |
| 2020 | Microsoft Flight Simulator             | Xbox Game Studios          | Windows, Xbox Series X/S                                                                    |
| 2022 | A Plague Tale: Requiem                 | Focus Entertainment        | Windows, Nintendo Switch, PlayStation 5, Xbox Series X/S                                    |
| 2024 | Microsoft Flight Simulator 2024        | Xbox Game Studios          | Windows, Xbox Series X/S                                                                    |